# Eckardsreuth
Eckardsreuth ist ein Gemeindeteil der Gemeinde Konradsreuth im Landkreis Hof (Oberfranken, Bayern). Eckardsreuth liegt in der Gemarkung Konradsreuth.

## Geografie
Die Einöde liegt an einem namenlosen linken Zufluss der Ölsnitz. Ein Anliegerweg führt 200 Meter östlich zur Kreisstraße HO 37 / HOs 37 die südlich nach Konradsreuth zur Staatsstraße 2461 bzw. nordöstlich nach Pirk verläuft.

## Geschichte
Von 1797 bis 1810 unterstand Eckardsreuth dem Justiz- und Kammeramt Hof. Infolge des Ersten Gemeindeedikts wurde Eckardsreuth dem 1812 gebildeten Steuerdistrikt Konradsreuth und der zugleich entstandenen Ruralgemeinde Konradsreuth zugewiesen.

### Baudenkmäler
- Grenzstein[6]

### Einwohnerentwicklung
| Jahr      | 1861  | 1871  | 1885   | 1900   | 1925   | 1950   | 1961   | 1970   | 1987  |
| Einwohner | 14    | 11    | 8      | 5      | 8      | 6      | 5      | 4      | 0     |
| Häuser    |       |       | 1      | 1      | 1      | 1      | 1      |        | 1     |
| Quelle    | [ 8 ] | [ 9 ] | [ 10 ] | [ 11 ] | [ 12 ] | [ 13 ] | [ 14 ] | [ 15 ] | [ 1 ] |

## Religion
Eckardsreuth ist evangelisch-lutherisch geprägt und bis heute nach Konradsreuth gepfarrt.